# 034号線 (チェコ)
チェコ国鉄034号線、別名スムルジョフカ〜ヨセフーフ・ドゥール線（チェコ語: Železniční trať Smržovka – Josefův Důl）は、チェコ国鉄の鉄道路線である。
1894年、リベレツ・ヤブロネツ・タンヴァルド鉄道の路線として開業した。

## 運行形態
全て各駅停車で、全線通しの運転。1時間に1本程度運行している。上り下りとも、スムルジョフカで036号線のリベレツ方面と接続する。
なお、2015年以前は、40分に1本程度の運行本数であった。

## 駅一覧
以下では、チェコ国鉄034号線の駅と営業キロ、停車列車、接続路線などを一覧表で示す。なお、全て各駅停車である。
| 路線名 | 駅名                                   | 駅間営業キロ | 累計営業キロ | 接続路線 | 所在地     | 所在地                     |
| ------ | -------------------------------------- | ------------ | ------------ | -------- | ---------- | -------------------------- |
| 034    | スムルジョフカ駅                       | -            | 0.0          | 036号線  | リベレツ州 | ヤブロネツ・ナド・ニソウ郡 |
| 034    | イルジェチーン・ポド・ブコヴォウ停留所 | 3.1          | 3.1          |          | リベレツ州 | ヤブロネツ・ナド・ニソウ郡 |
| 034    | タンヴァルツキー・シピチャーク駅       | 0.5          | 3.6          |          | リベレツ州 | ヤブロネツ・ナド・ニソウ郡 |
| 034    | アントニーノフ駅                       | 1.9          | 5.5          |          | リベレツ州 | ヤブロネツ・ナド・ニソウ郡 |
| 034    | ヨセフーフ・ドゥール駅                 | 1.2          | 6.7          |          | リベレツ州 | ヤブロネツ・ナド・ニソウ郡 |